# Рудольф Коллер
Рудо́льф Ко́ллер (нім. Rudolf Koller; 21 травня 1828 — 5 січня 1905) — швейцарський художник. Його творчість асоціюється з реалістичним і класицистичним стилями, а також із романтичною Дюссельдорфською школою живопису. Стиль Коллера подібний до стилю художників-реалістів Гюстава Курбе та Жана-Батіста Каміля Коро. Вважається найкращим анімалістом Швейцарії, Коллер стоїть в одному ряду з Джорджем Стаббсом, Розою Бонер та Теодором Жеріко.
Хоча його репутація ґрунтувалася на картинах тварин, він був чутливим та інноваційним художником, чиї добре скомпоновані роботи в традиції пленер, включаючи швейцарські гірські пейзажі, виконані з такою ж майстерністю.
Його називають «художником швейцарської національної тварини» через його картини корів на тлі швейцарських пейзажів.
Він вважається, поряд із Франком Бухзером та Густавом Еженом Кастаном, одним із найважливіших швейцарських художників XIX століття. Поштовий диліжанс у Готтарді є однією з його найвідоміших картин. На ній зображений диліжанс, запряжений білими кіньми, що мчить гірською дорогою.

## Життя

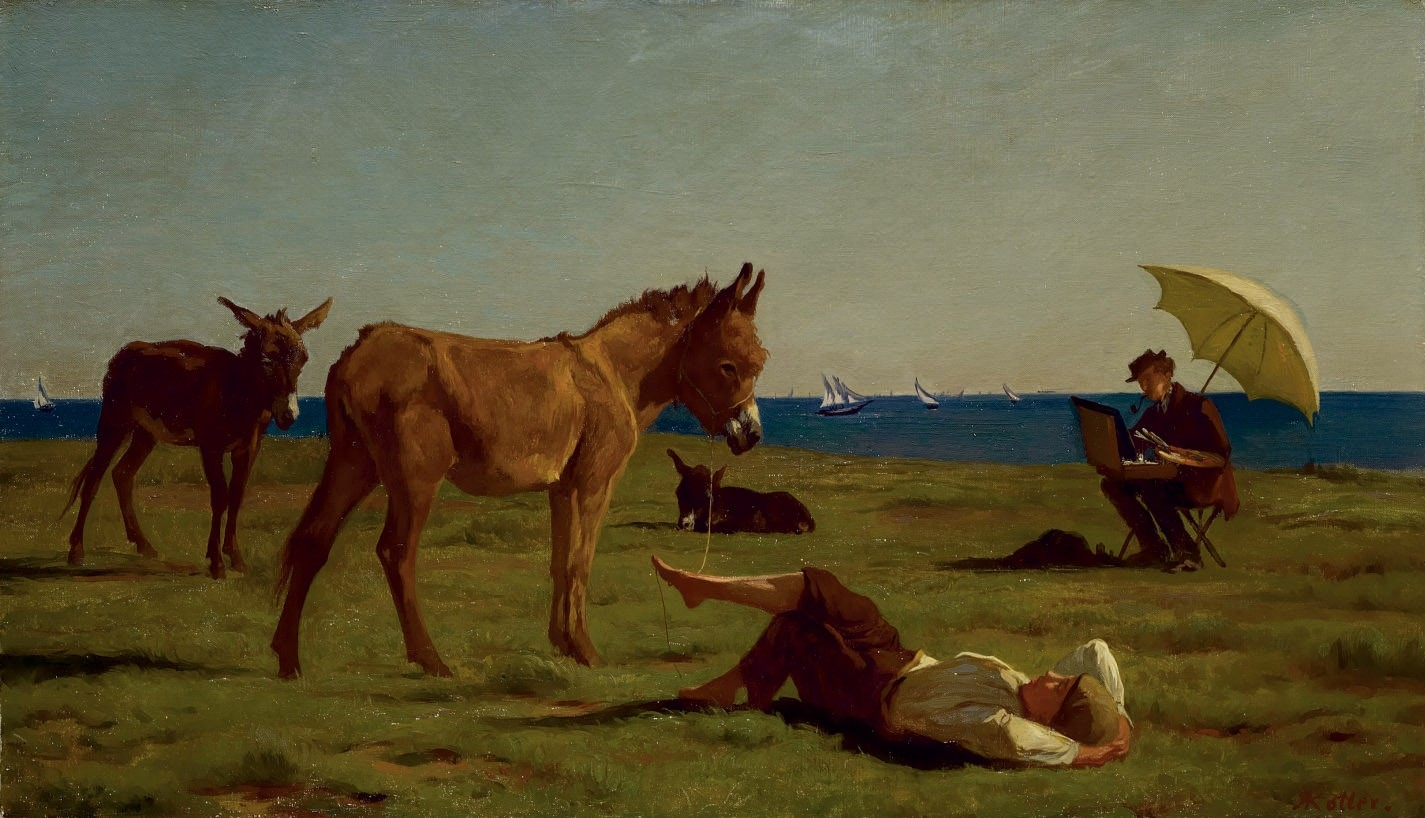
Художник та його модель, 1854

Коллер народився в Цюриху у 1828 році. У 1830 році його батько, Йоганн Генріх, був м'ясником та пивоваром, який став господарем готелю «Schwarzen Adler» у центрі міста біля річки. Його матір'ю була Марія Урсула, уроджена Форстер. Оскільки клієнтами готелю були переважно візники та торговці худобою, Коллер щодня бачив коней та корів. Він розпочав свою освіту в приватній школі; пізніше навчався в початковій школі Фраумюнстер.
З 1840 по 1843 рік він навчався в кантональній промисловій школі в Цюриху. Перші уроки мистецтва він отримав від свого дядька, який був пейзажистом. Молодий Коллер вирішив спеціалізуватися на зображенні коней.

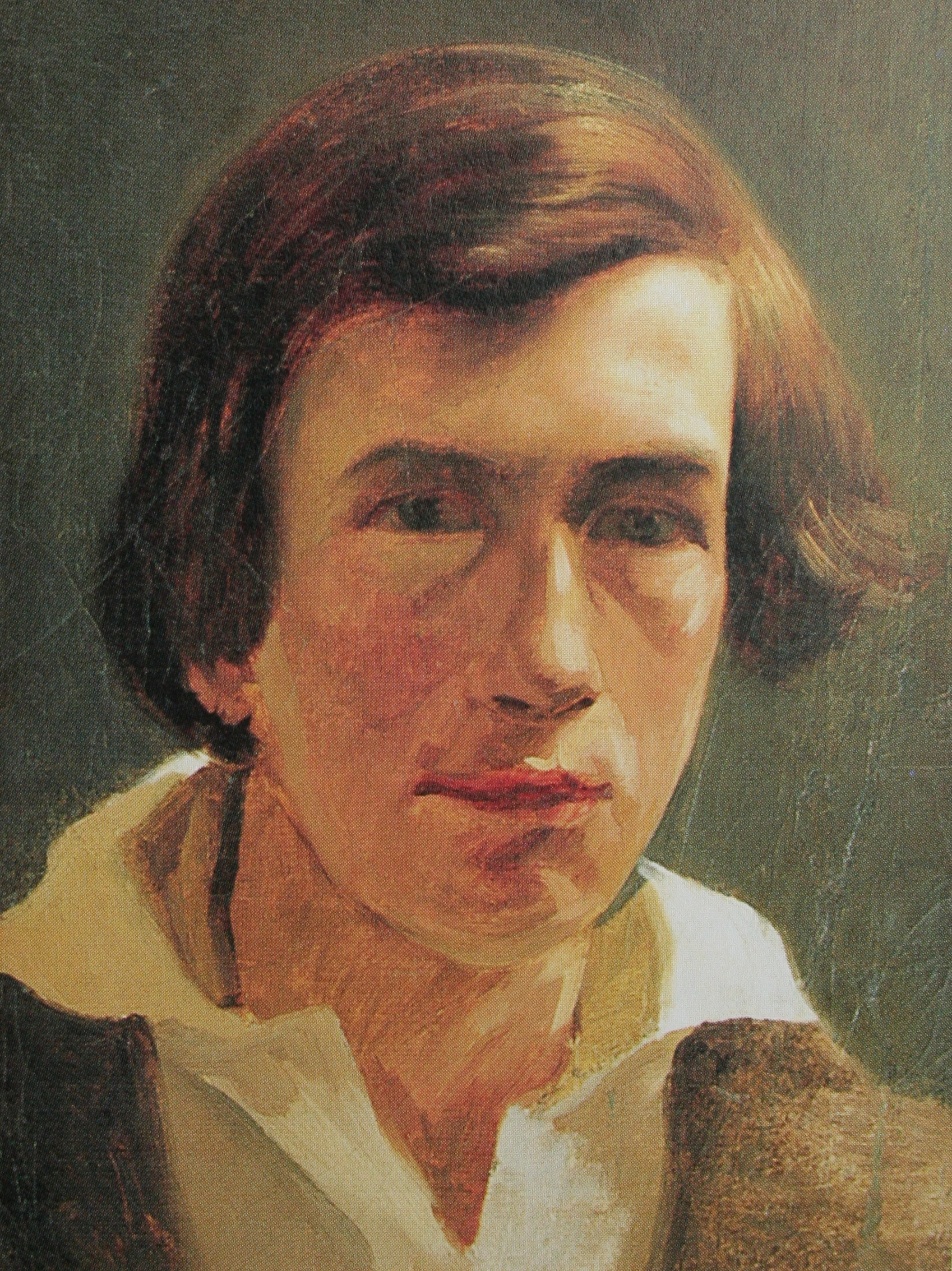
Портрет молодого Арнольда Бекліна роботи Коллера, 1847

Після закінчення Промислової школи в Цюриху, у жовтні 1843 року, Коллер почав навчатися у викладача мистецтва Жака Швайцера, портретиста Йоганна Рудольфа Обріста та пейзажиста Йоганна Якоба Ульріха, і брав у них приватні уроки живопису. Ульріх, який був успішним художником пейзажів та тварин, ще більше вплинув на його вибір тем протягом його мистецької кар'єри.
У 1845 році він поїхав до Мюнхена, де працював з групою художників під назвою «швейцарці», очолюваною швейцарським пейзажистом Йоганном Готфрідом Штеффаном.
У 1845 році на кінному заводі короля Вюртембергу поблизу Штутгарта розпочалися випробування коней, і Коллера найняли для створення зображень коней та собак. У 1846–47 роках він вивчав малюнок фігур під керівництвом Карла Фердинанда Зона в Академії мистецтв Дюссельдорфа. В академії Коллер подружився з майбутнім швейцарським художником-символістом Арнольдом Бекліном та німецьким класицистом Ансельмом Феєрбахом.
Рудольф Коллер подорожував разом зі своїм другом Арнольдом Бекліном до Брюсселя та Антверпена у 1847 році.

## Кар'єра
Пізніше Коллер переїхав до Парижа. У 1847 році, живучи в Парижі, він ділив студію з Арнольдом Бекліном. У Луврі він копіював нідерландські твори мистецтва XVII століття та ознайомився з роботами сучасних художників-анімалістів, таких як Роза Бонер та Констан Тройон. Він також відвідав студію художника-анімаліста Жака Раймона Браскасса.

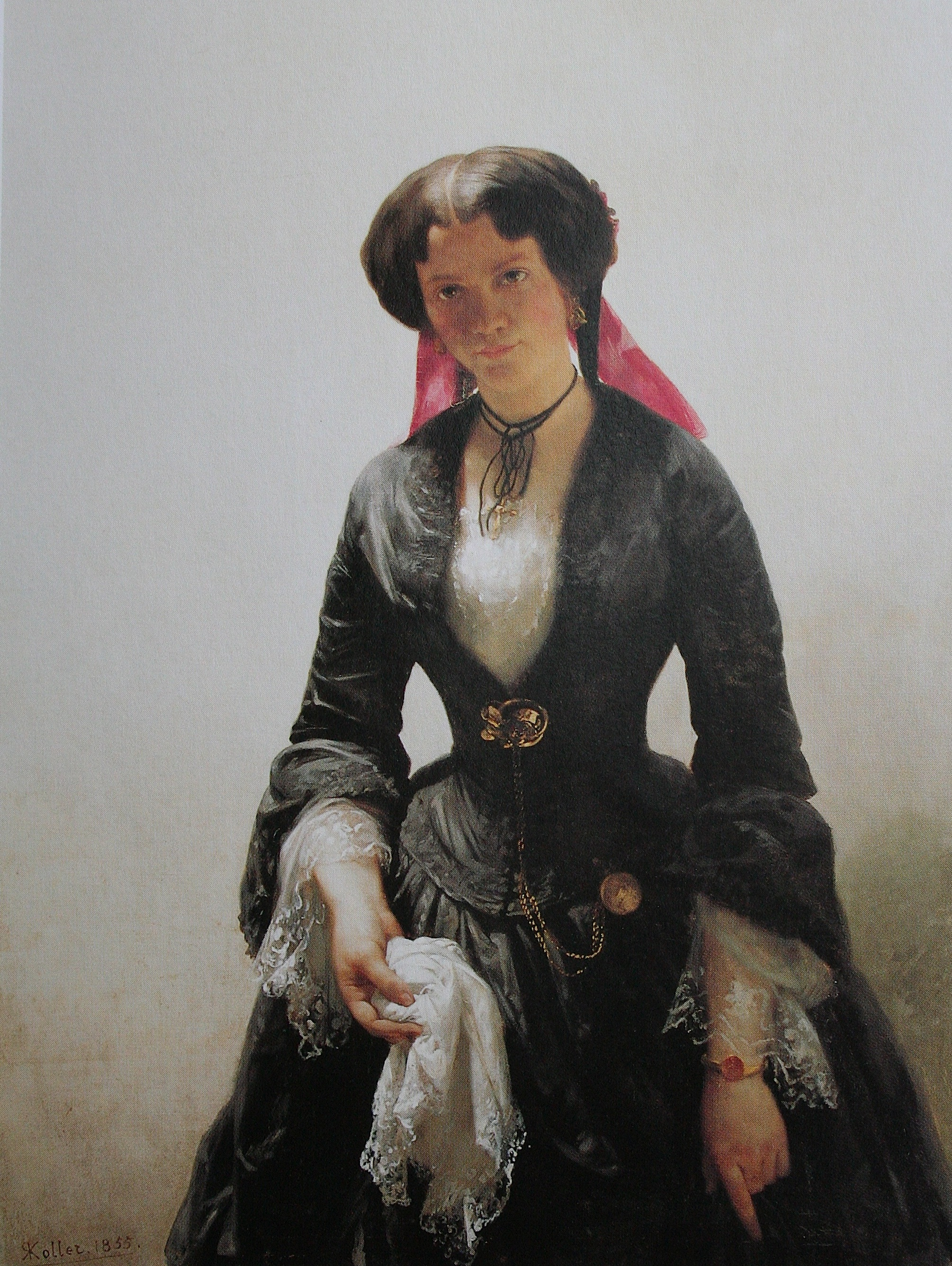
Картина Коллера, що зображує Берту Шлаттер, 1855

За підтримки мистецької колонії в Барбізоні, Коллер малював сцени на пленері. У 1848 році, зіткнувшись із фінансовими труднощами, він повернувся з Франції до Цюриха.
З 1849 по 1850 рік Коллер малював у Гасліберзі, селі поблизу Інтерлакена. Пізніше він поїхав до Мюнхена, де познайомився з пейзажистами та анімалістами Йоганном Готфрідом Штеффаном та Фрідріхом Фольцем. На кінній фермі у Верхній Баварії він робив етюди коней та подорожував до Цугшпітце та Тіролю для вивчення гірських пейзажів.
З квітня 1851 року він знову жив у Цюриху, де подружився зі швейцарськими художниками Робертом Цюндом та Ернстом Штюкельбергом. Коллер відкрив студію в Цюриху, завдяки чому отримав численні замовлення на картини тварин. У 1852–53 роках, у співпраці з Цюндом, він написав кілька пейзажних етюдів біля Валензее, великого озера у східній Швейцарії.
У травні 1856 року Коллер, у віці 28 років, одружився з Бертою Шлаттер, портрет якої він написав роком раніше. Вони вирушили у медовий місяць до Відня, де роботи Коллера виставлялися кілька разів.

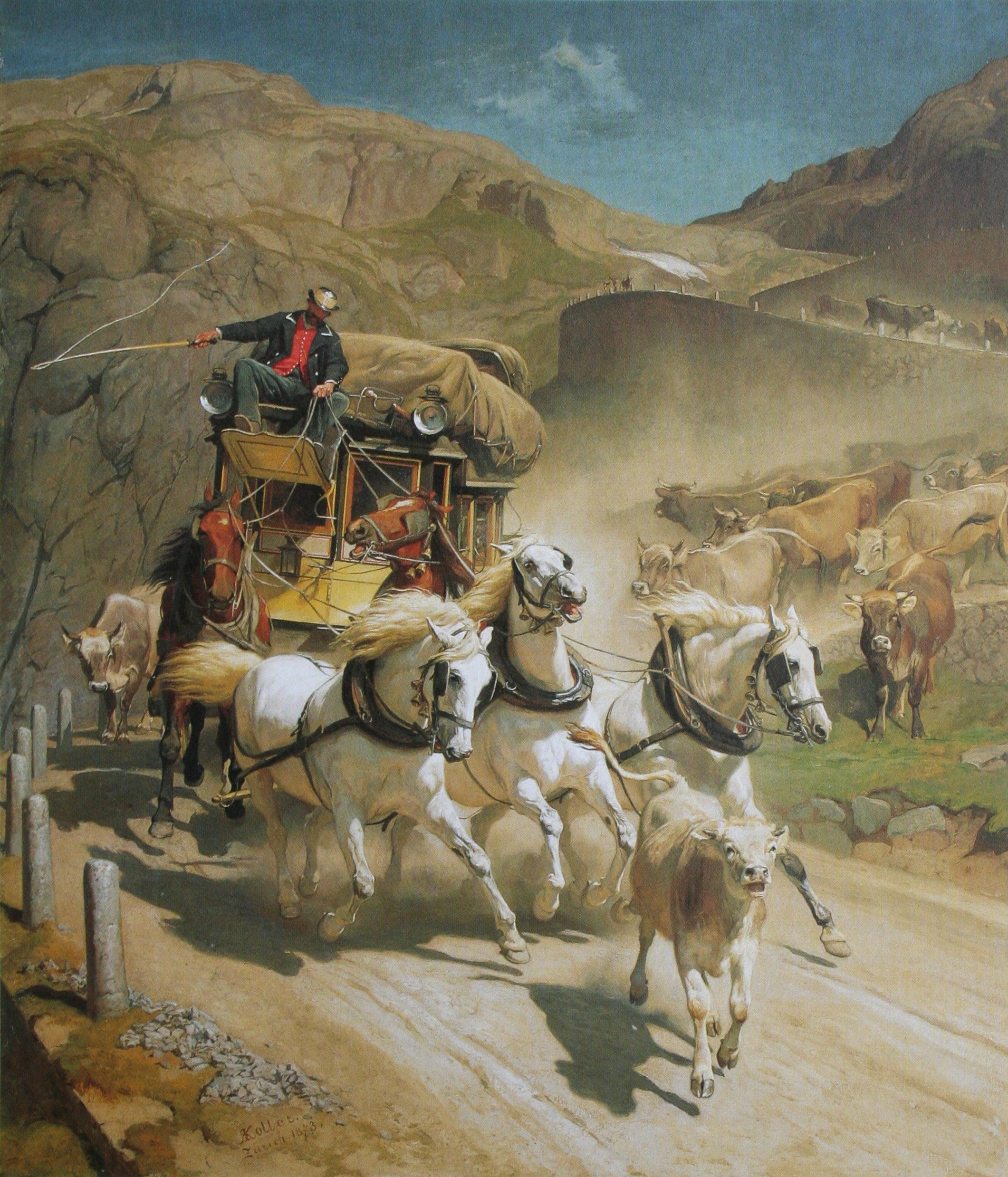
Поштовий диліжанс у Готтарді, 1873

У 1857 році він створив відому картину Die Kuh im Krautgarten (Корова в городі). Він подружився зі швейцарським романістом роману виховання Готфрідом Келлером, істориком культури Якобом Буркгардтом та романістом і драматургом Фрідріхом Теодором Фішером. У 1858 році Коллер подорожував до швейцарського кантону Гларус; його робота Ріхізау датується цією поїздкою.
У 1862 році Коллер придбав шале на східному березі Цюрихського озера, де прожив до кінця життя. Там він утримував різних тварин, переважно для вивчення їх як об'єктів для малювання. Він часто малював сільські сцени, пейзажі та сцени з тваринами. Він любив тварин і зображував їх на своїх картинах як частину сил незайманої природи. У 1868–69 роках його подорожі привели його до Флоренції, Рима та Неаполя.
Після повернення він почав навчати студентів у своїй студії. Його картина Збір сіна під час грози, написана в 1854 році, є гарним прикладом його гармонійної композиції та цілісності вираження.
У 1870 році Коллер почав страждати від погіршення зору, що заважало його роботі. Проте, у 1873 році, все ще на піку своїх творчих сил, він отримав замовлення від Швейцарської північно-східної залізниці на створення подарунка для промисловця та піонера залізниць Альфреда Ешера з нагоди його виходу на пенсію. Коллер вирішив зобразити проєкт тунелю через Сен-Готард, який підтримував Ешер, і врешті-решт, поєднавши кілька етюдів, написав картину Поштовий диліжанс у Готтарді, що зображує один із запряжених кіньми поштових диліжансів, які стали застарілими після відкриття тунелю. Картина визнана однією з найкращих, коли-небудь написаних швейцарським художником. Зараз вона зберігається в Кунстхаусі Цюриха. Коллер написав копію в 1874 році для банку Credit Suisse в Цюриху. У 1900 році Коллер востаннє поїхав до Італії, де зустрівся зі своїм другом Бекліном поблизу Флоренції.

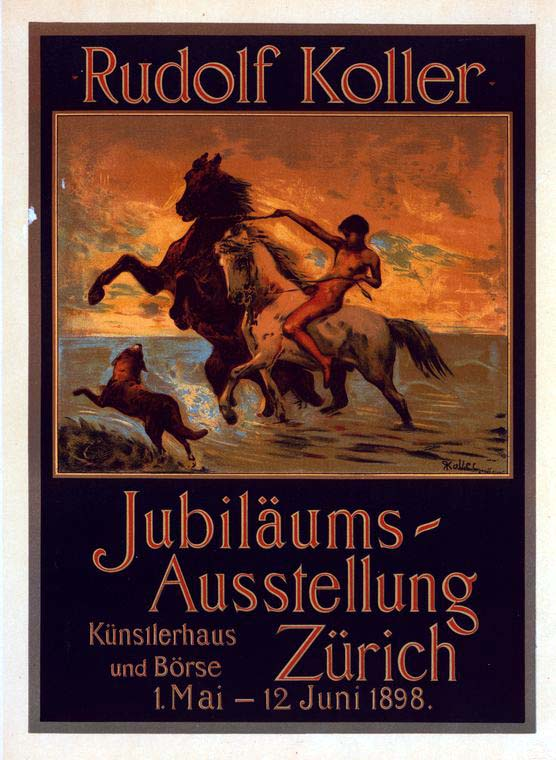
Плакат виставки 1898 року

## Смерть
Коллер помер у 1905 році, у віці 76 років, у своєму шале. Його могила знаходиться на кладовищі Зільфельд у Цюриху, неподалік від могили його друга Готфріда Келлера (який помер у 1890 році).
Після смерті Коллера Художній музей Цюриха організував виставку його робіт, включаючи деякі з його ранніх років, та різні особисті речі. На честь 100-річчя з дня його смерті готель «Адлер» встановив на зовнішній стіні «стоячий бар для собак», що складається з чавунних поїлок для води. Бар має механізм, який оновлює воду кожні 30 хвилин.

## Нагороди

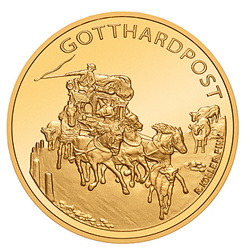
Монета 2013 року

У 1898 році, на честь 70-річчя Коллера, у Цюриху відбулася велика виставка його робіт, яку відвідало 20 000 осіб. Того ж року Коллер отримав почесний докторський ступінь Цюрихського університету.
У 2013 році Швейцарія випустила пам'ятну монету номіналом 50 франків із зображенням найвідомішої роботи Коллера, Поштовий диліжанс у Готтарді.

## Роботи

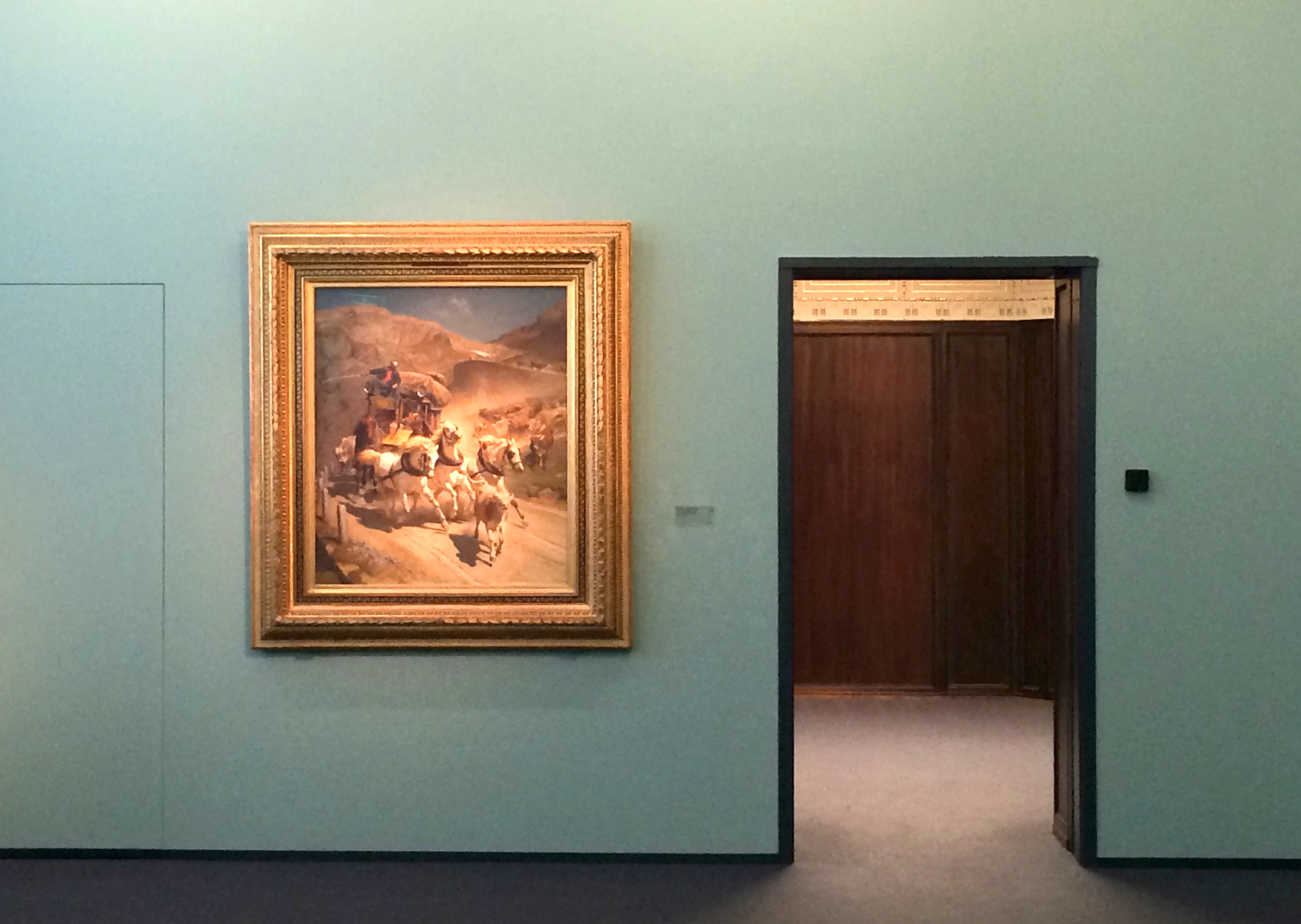
Відома картина Поштовий диліжанс у Готтарді в Кунстхаусі Цюриха

Анімалістичні картини Рудольфа Коллера
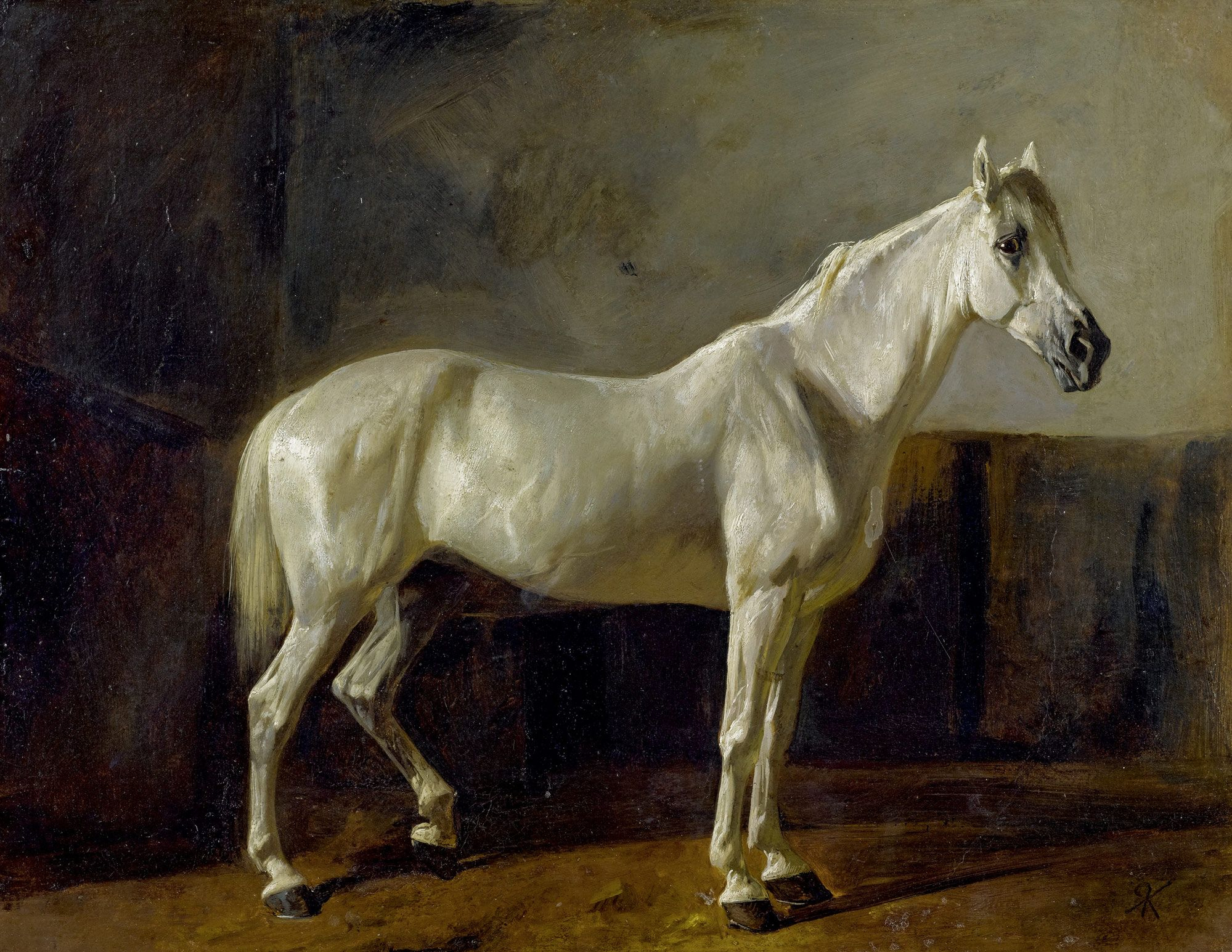
Білий кінь, що стоїть
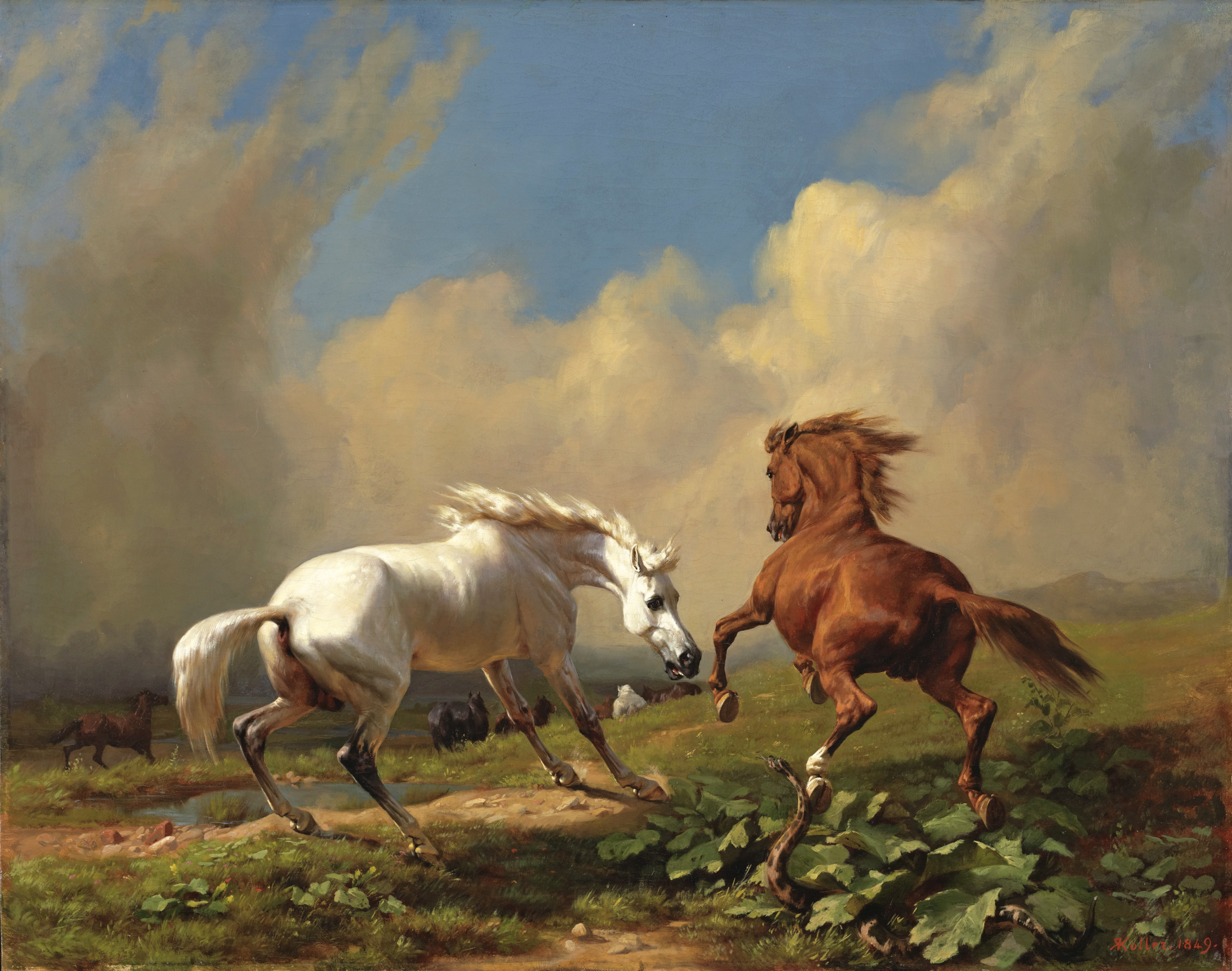
Сполохані коні перед грозою, 1849
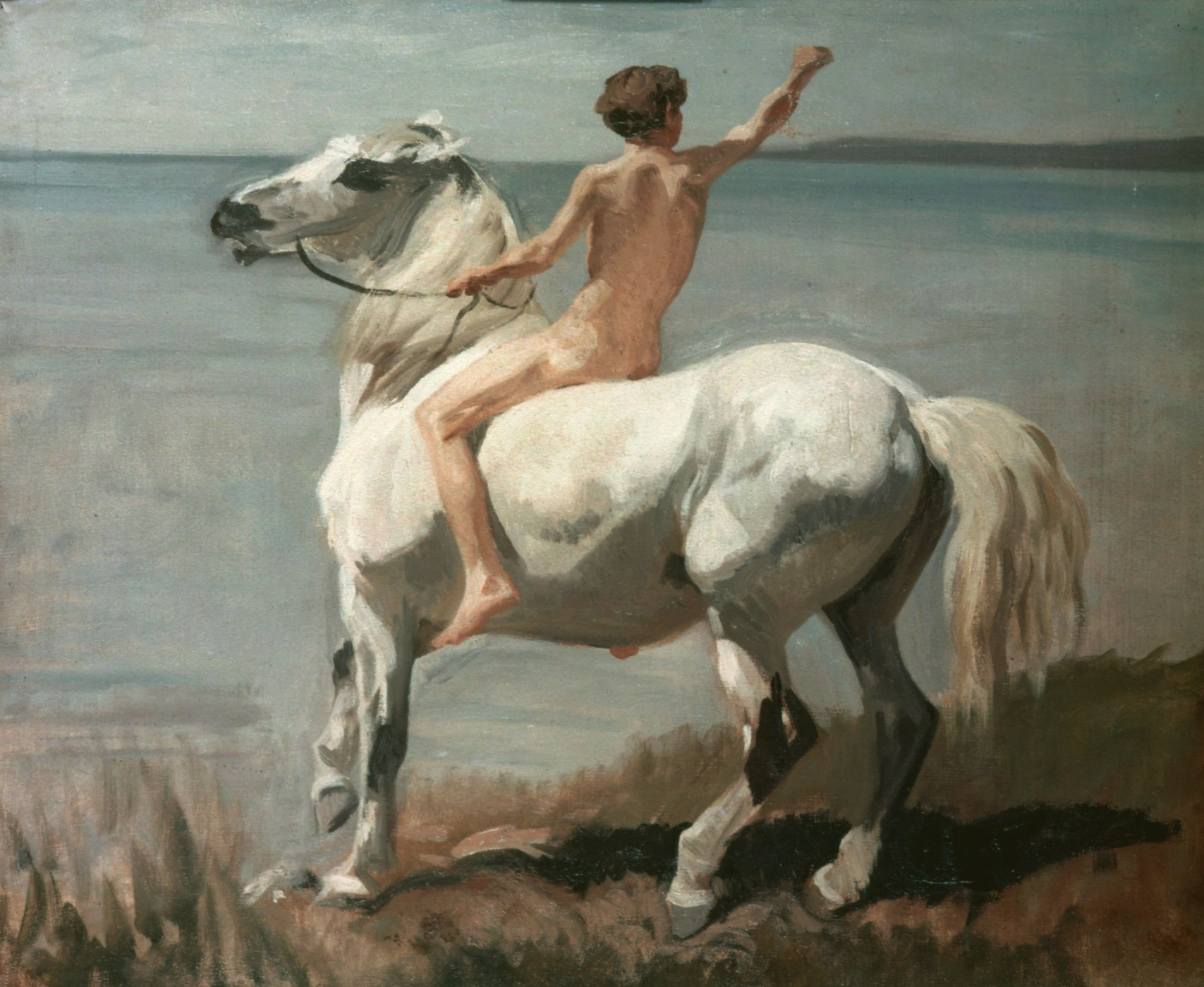
Хлопчик на білому коні, 1872
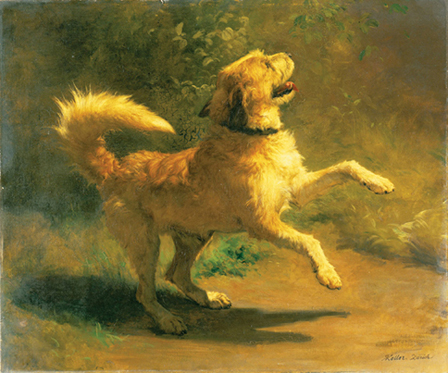
Собака, що стрибає, 1856
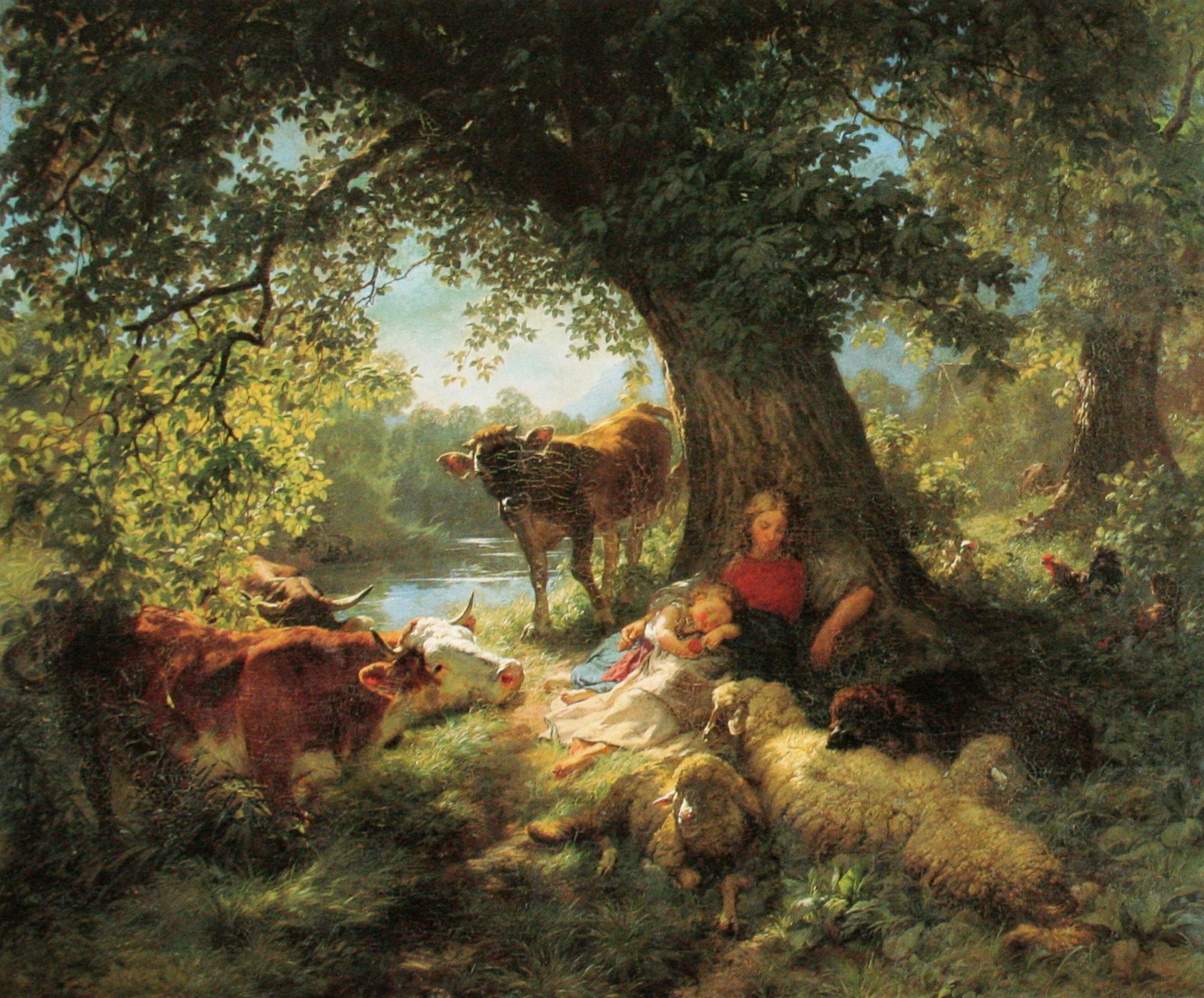
Полуденний відпочинок, 1860

Картини корів Рудольфа Коллера
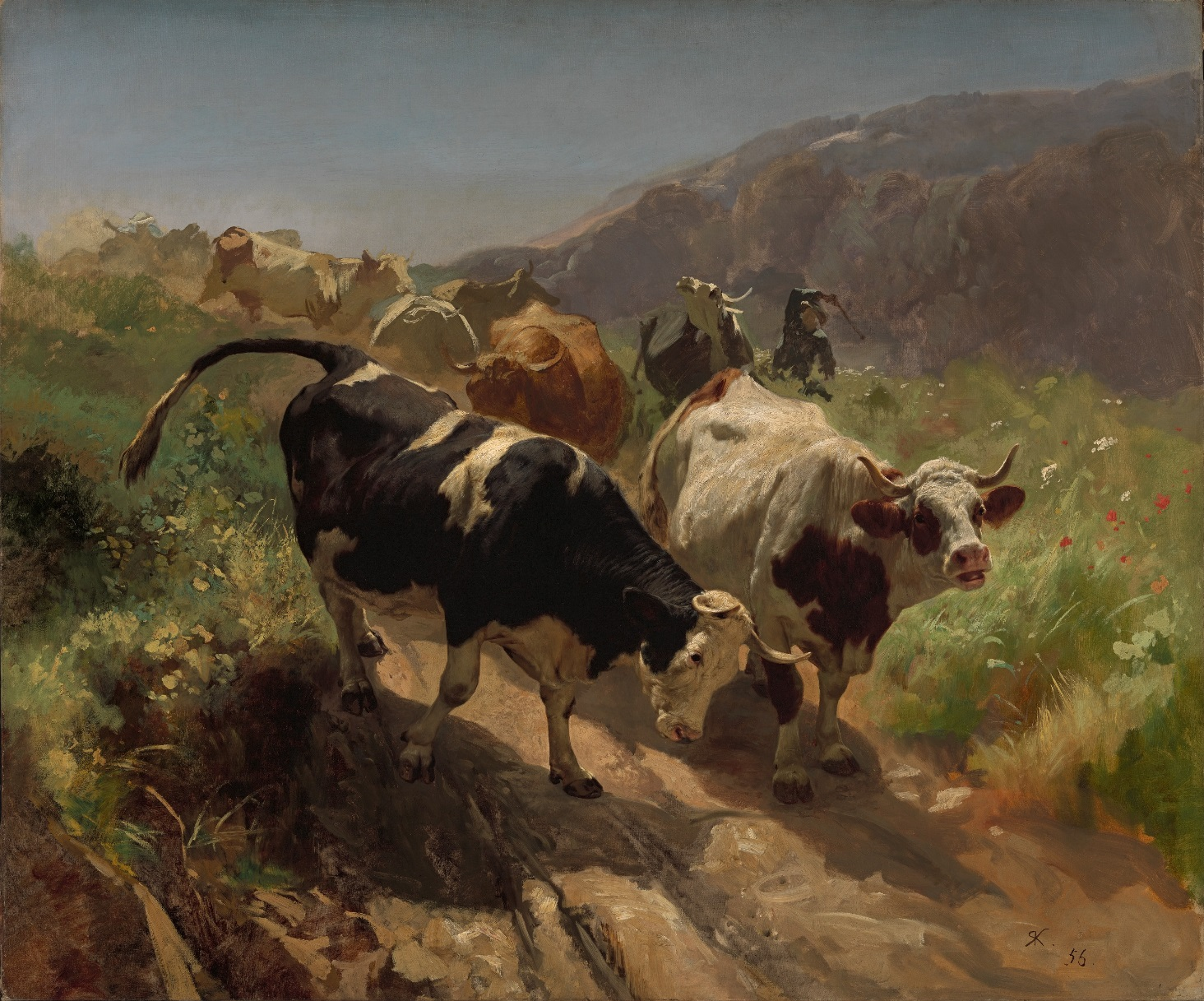
Спуск з гір, 1856–57
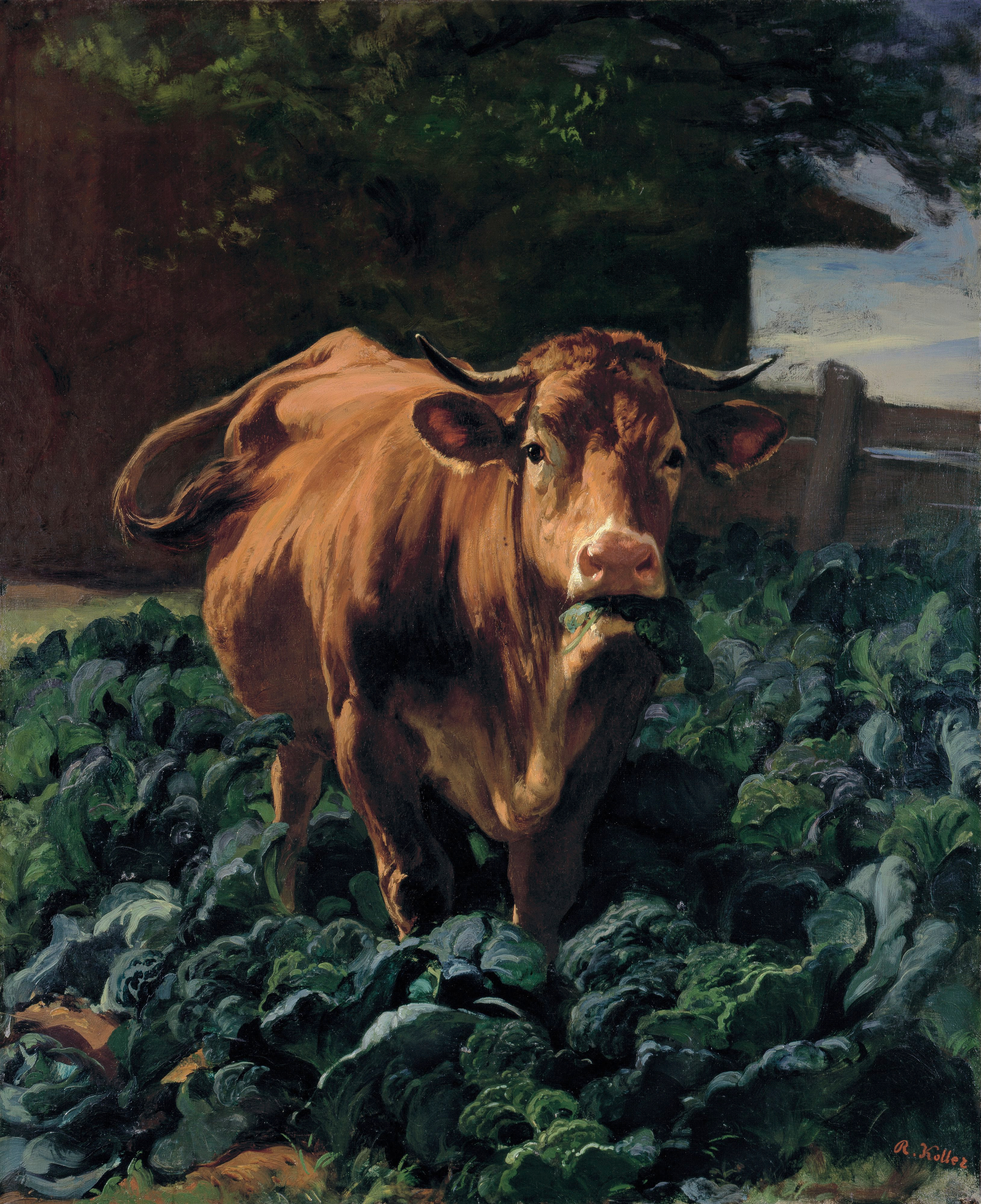
Корова в городі, 1857
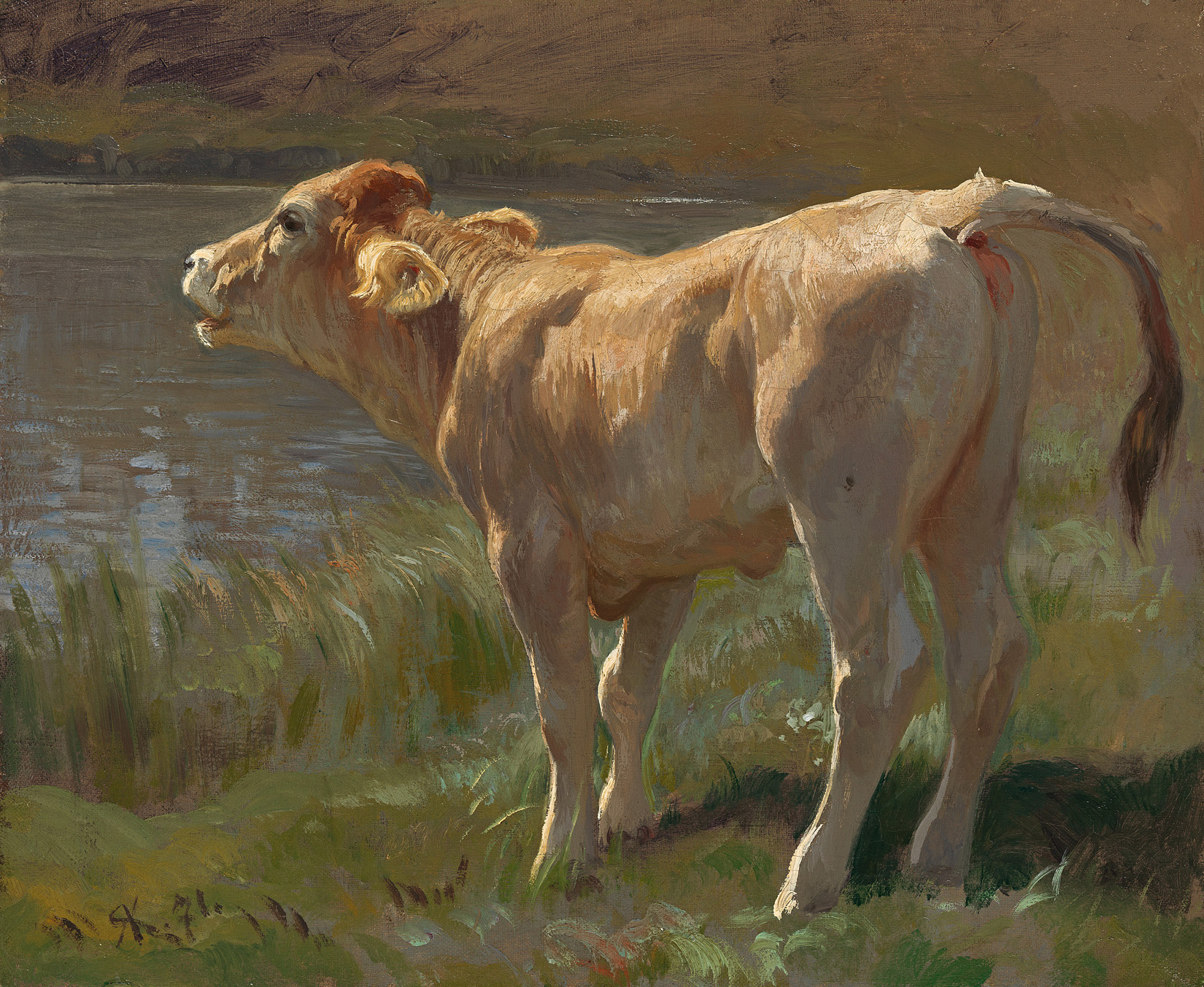
Корова, що реве, 1871
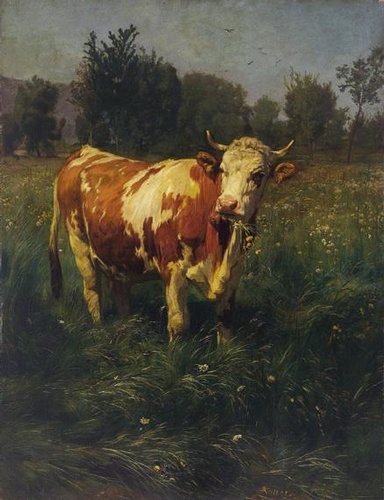
Корова на пасовищі, 1898
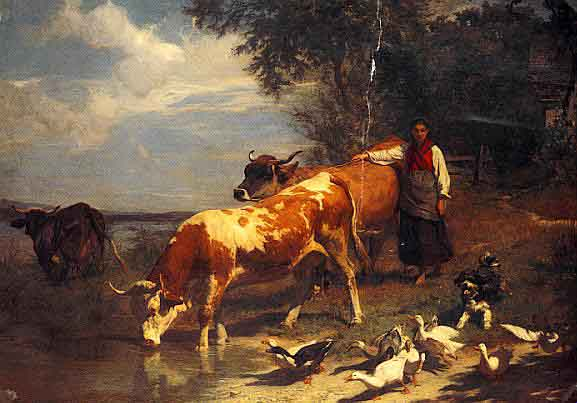
Біля водопою

Інші роботи
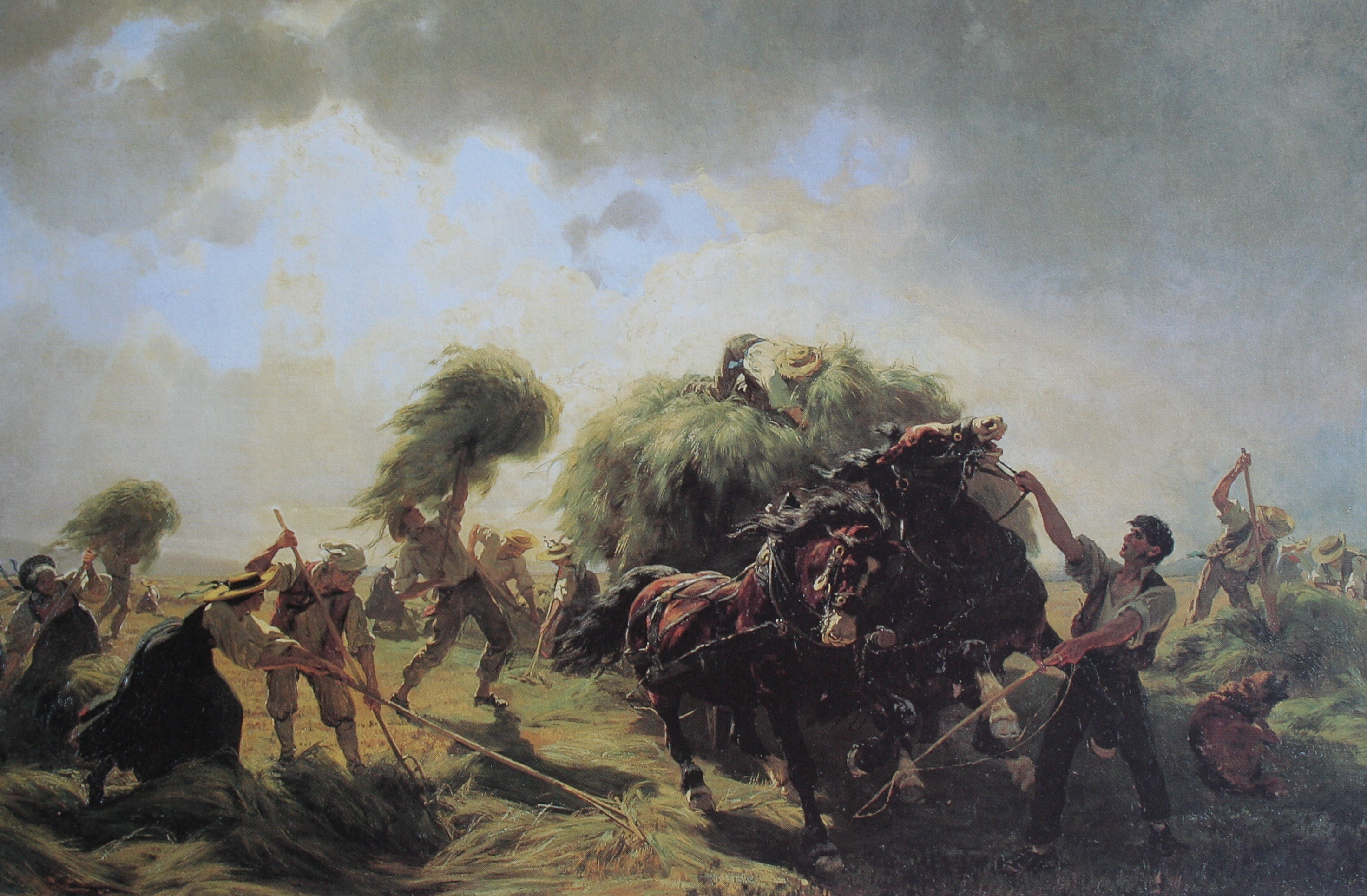
Збір сіна під час грози, 1854
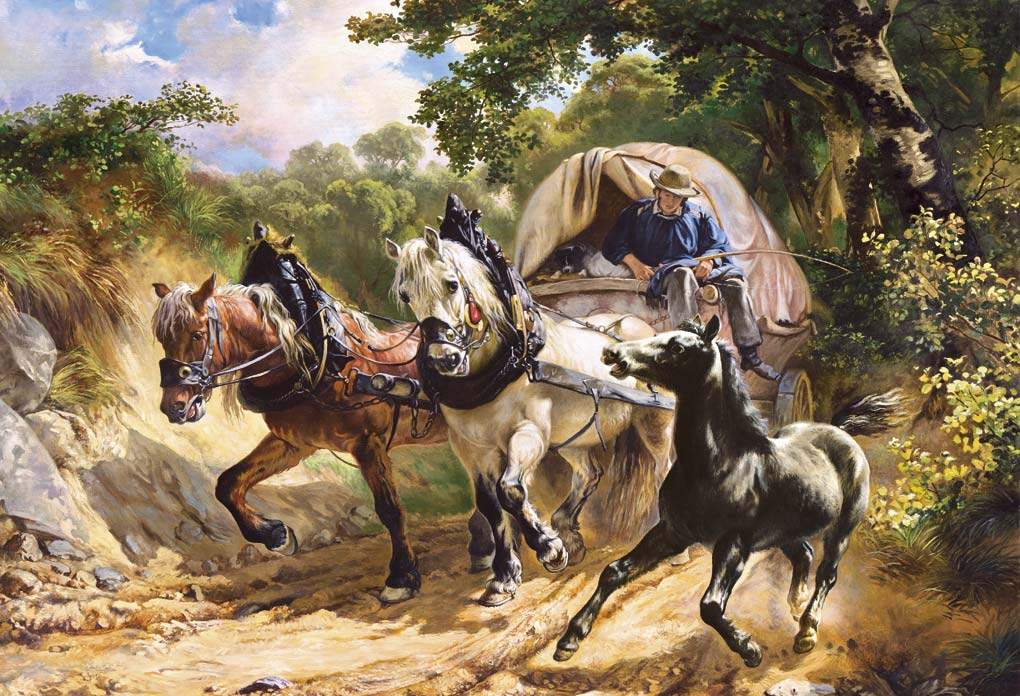
Віз у яру, 1855
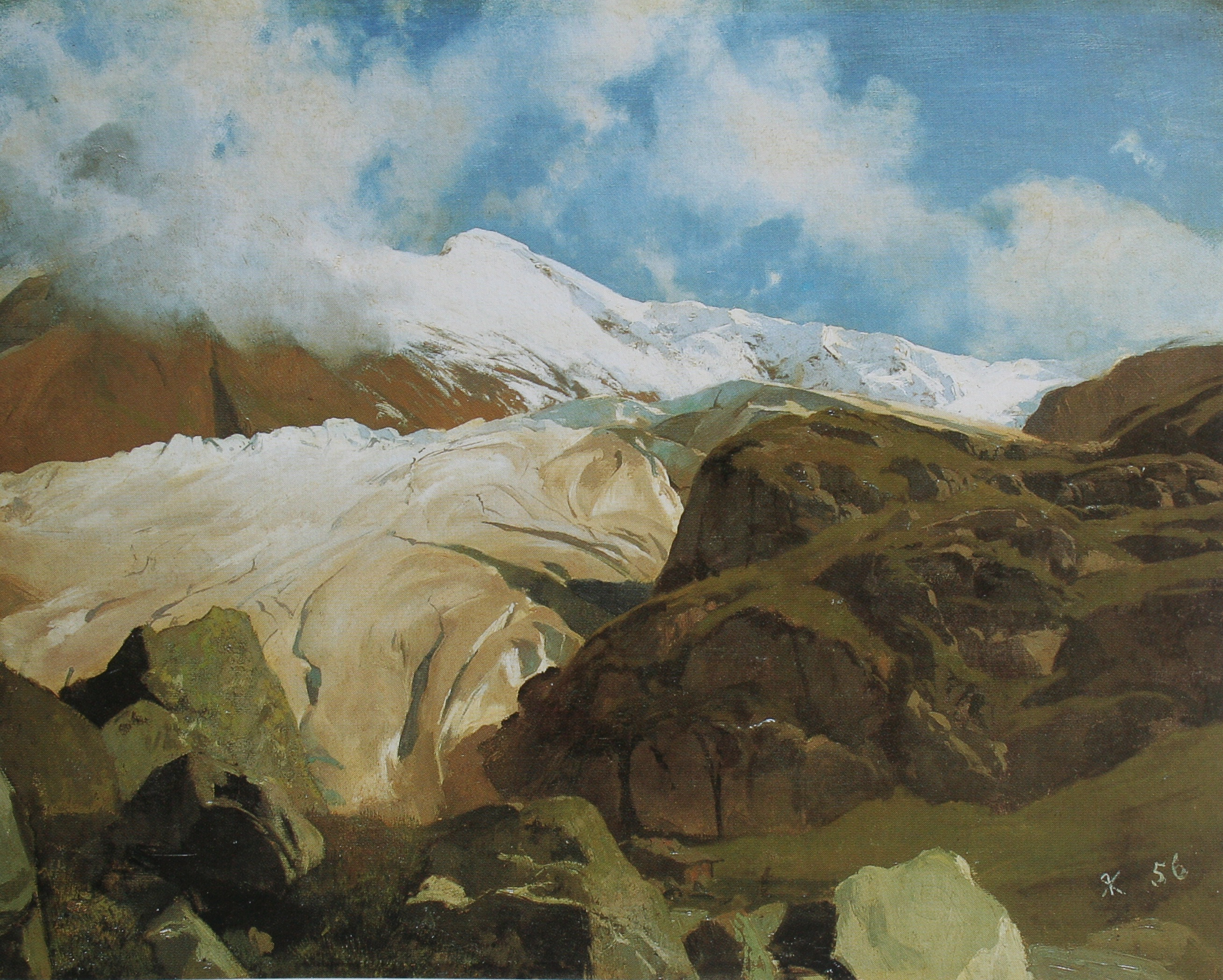
Льодовик на перевалі Зустен, 1856–57
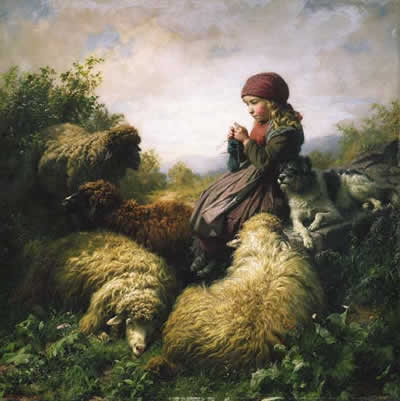
Пастушка, що в'яже, 1859
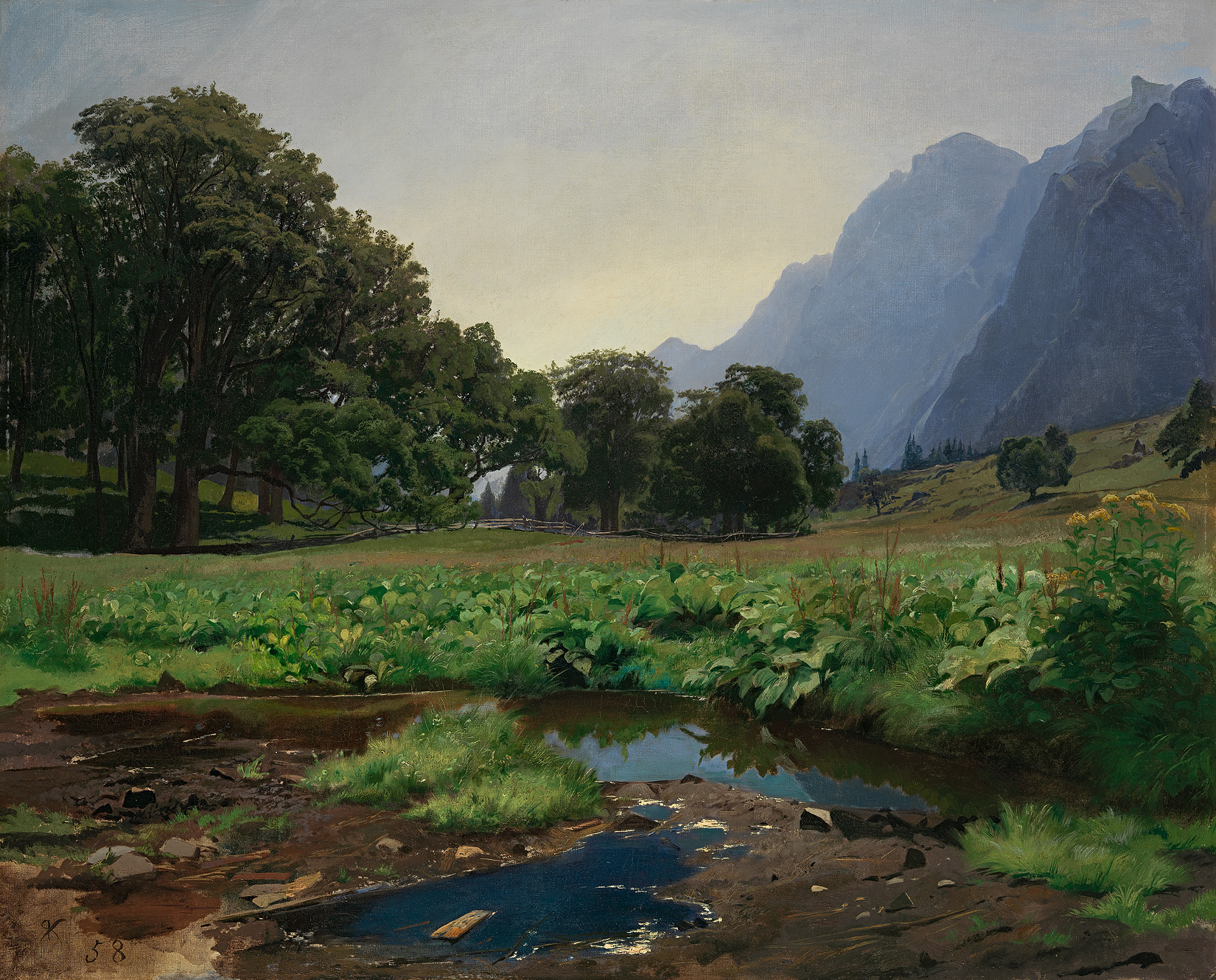
Ріхізау, 1858
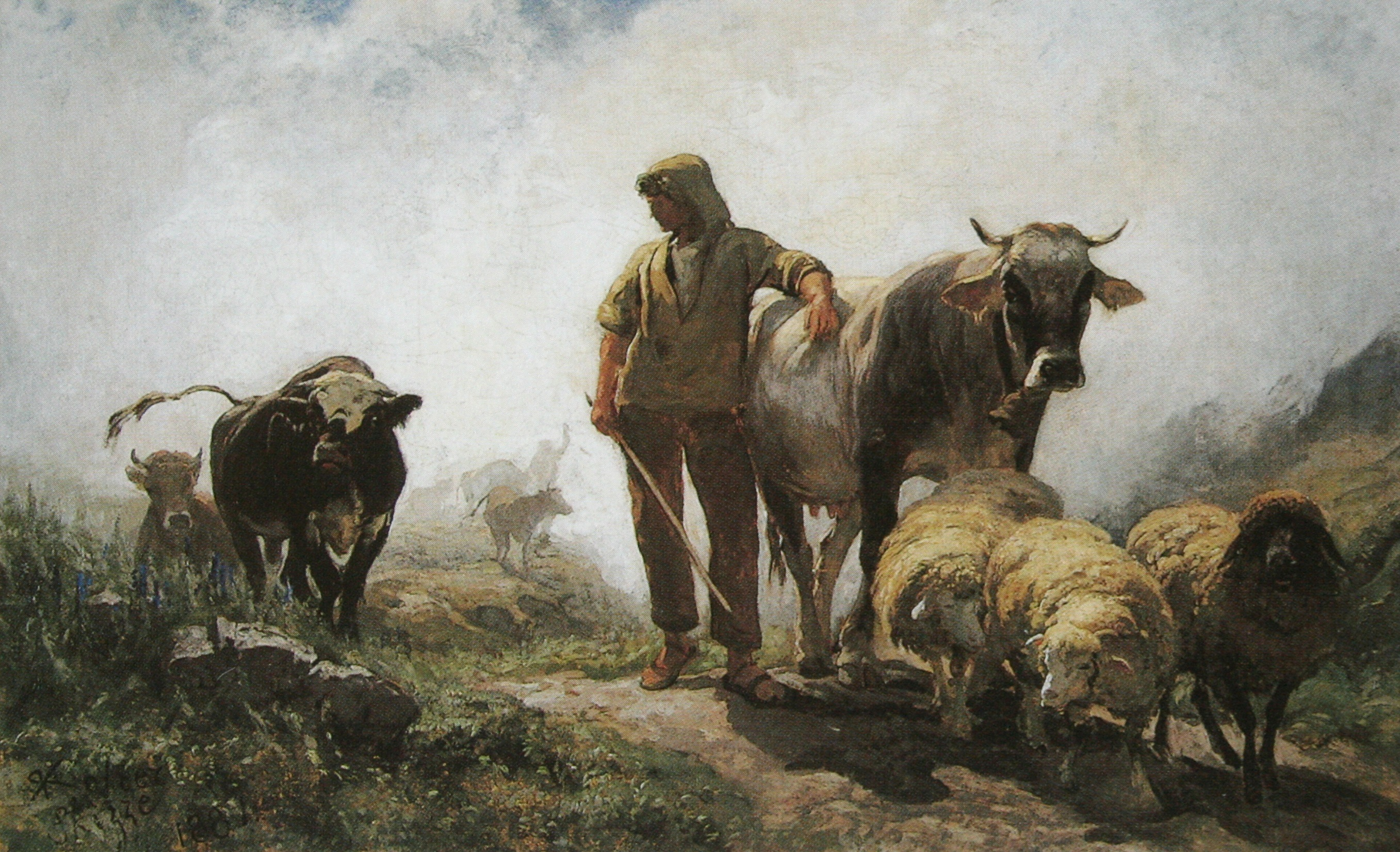
Підйом у гори, 1881
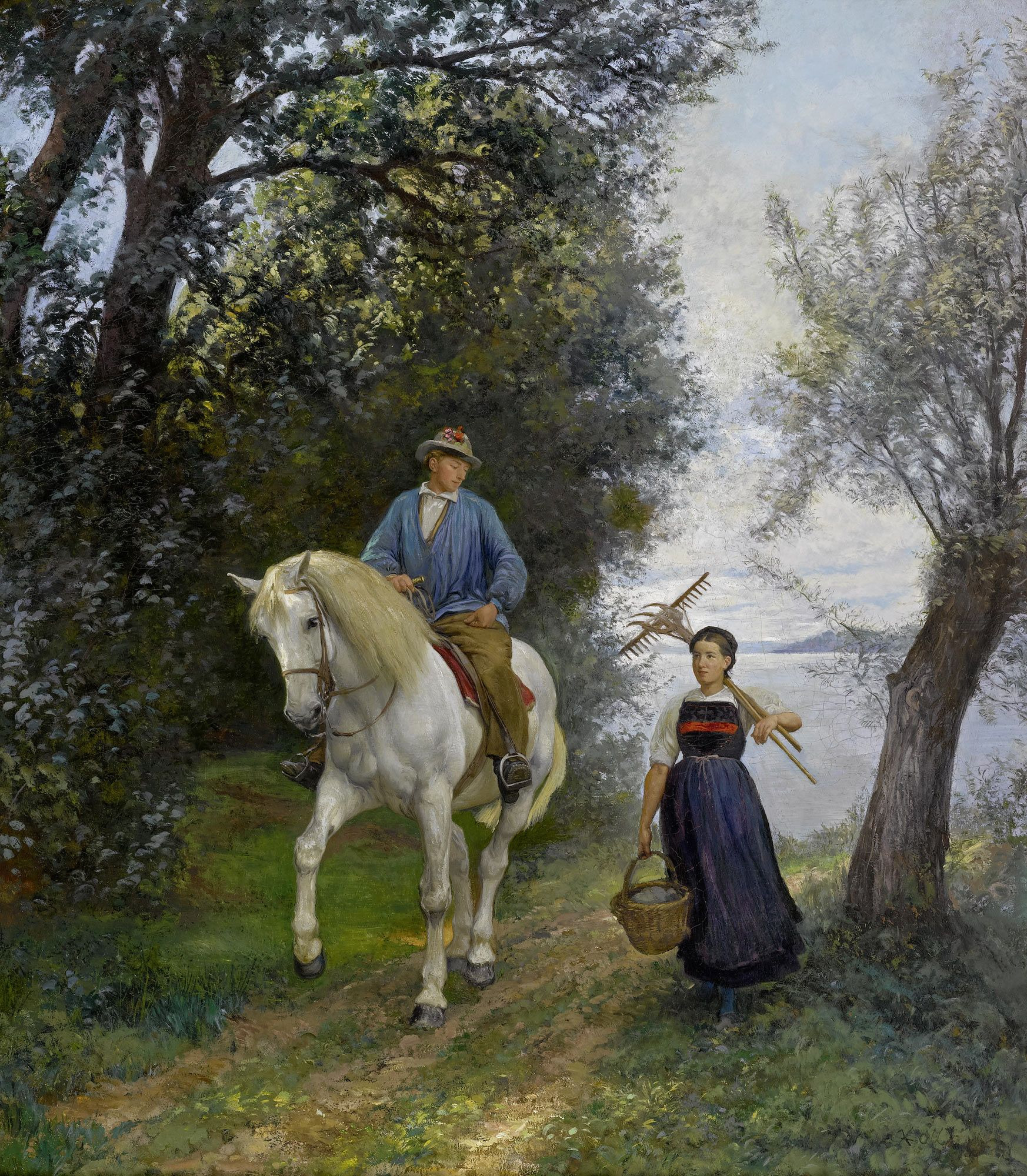
Вершник та селянка біля озера
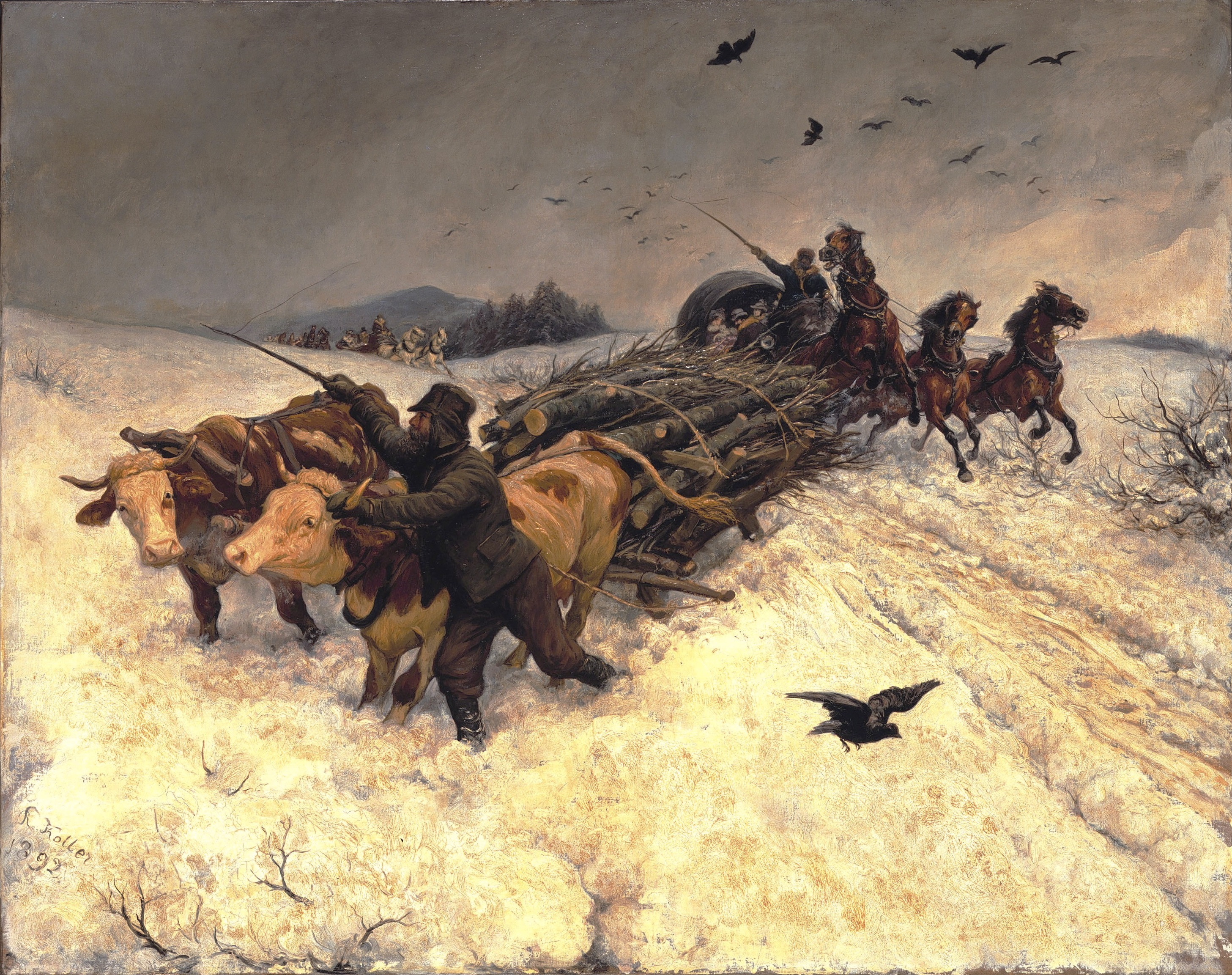
Катання на санях, 1892
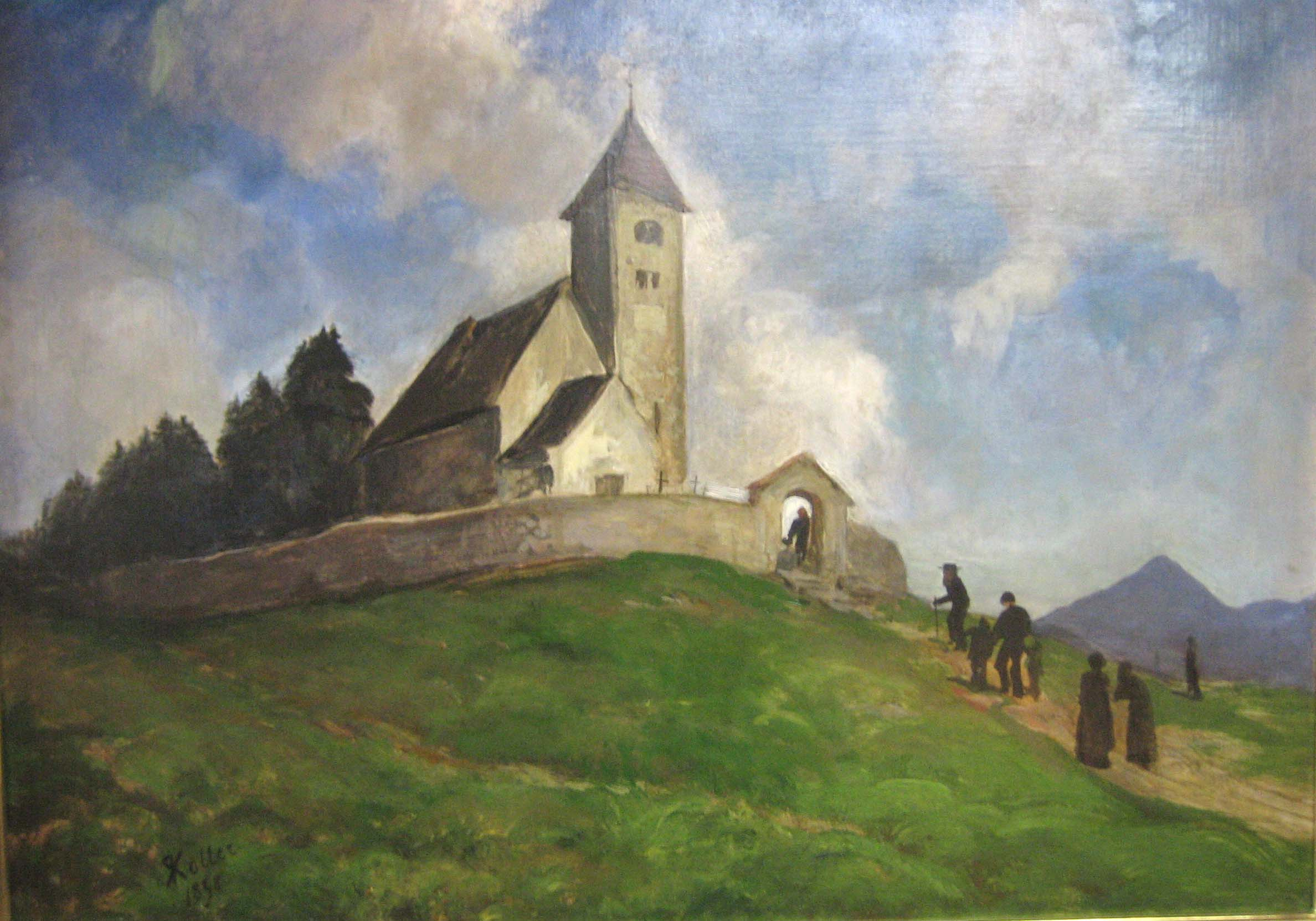
Церква Святого Ремігія, 1898
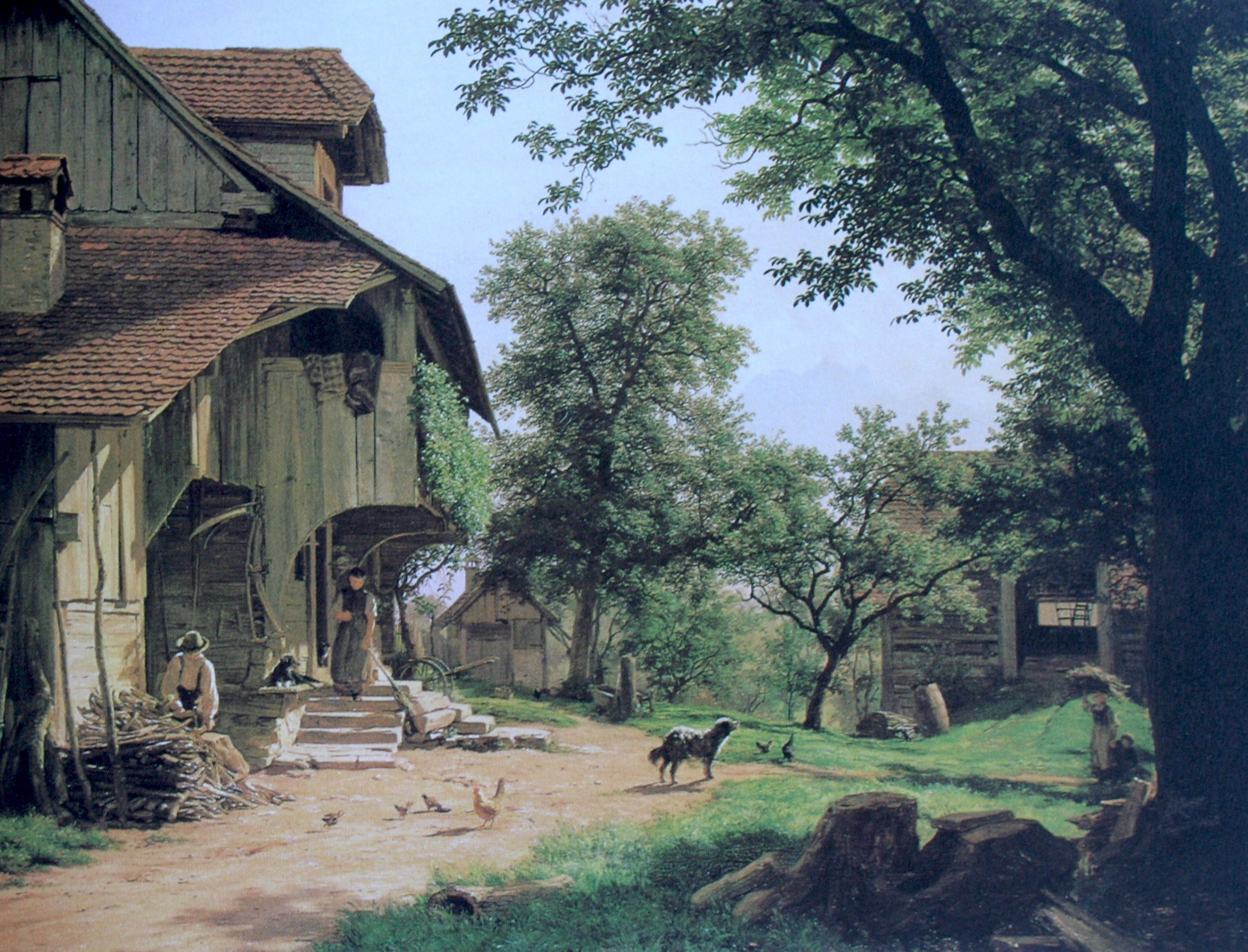
Двір, бл. 1870